# Indische Badmintonnationalmannschaft
Die indische Badmintonnationalmannschaft ist das Nationalteam des Staates Indien im Badminton. Die Mannschaft tritt als reines Männerteam (Thomas Cup), reines Frauenteam (Uber Cup) oder als gemischte Mannschaft (Sudirman Cup) auf.

## Teilnahmen an internationalen Großveranstaltungen
| Thomas Cup - 1952 – 1. Runde - 1955 – 1. Runde - 1970 – 1. Runde - 1973 – 1. Runde - 1979 – 2. Runde - 2000 – Gruppenphase - 2006 – Viertelfinale - 2010 – Viertelfinale | Uber Cup - 1957 – 1. Runde - 1960 – 1. Runde - 2010 – Viertelfinale | Sudirman Cup - 2001 – 17. - 2005 – 18. - 2007 – 18. - 2009 – 17. |

## Bekannte Spieler und Spielerinnen
| Herren - Chetan Anand Buradagunta - Prakash Padukone - Pullela Gopichand | Damen - Saina Nehwal - Jwala Gutta |